# Sphaerodactylus molei
Sphaerodactylus molei es una especie de geco del género Sphaerodactylus, familia Sphaerodactylidae, orden Squamata. Fue descrita científicamente por Boettger en 1894.

## Descripción
La longitud hocico-respiradero es de 25 milímetros.

## Distribución
Se distribuye por Guyana, Venezuela y Trinidad y Tobago.